# أليكس مارتينيز (لاعب كرة قدم)
أليكس مارتينيز (بالإسبانية: Alex Martínez)‏ (26 أكتوبر 1959 بتشيلي - ) هو مدرب كرة قدم ولاعب كرة قدم تشيلي في مركز الدفاع، شارك في الألعاب الأولمبية الصيفية 1984. وشارك مع منتخب تشيلي لكرة القدم. أما مع النوادي، فقد لعب مع نادي أونيفرسيداد دي تشيلي ونادي أونيفرسيداد كاتوليكا وسان لويس دي كويلوتا.

## وصلات خارجية
- أليكس مارتينيز على موقع الاتحاد الدولي (مؤرشف)  (الإنجليزية)
- أليكس مارتينيز على موقع قاعدة بيانات كرة القدم.إي يو (الإنجليزية)
- أليكس مارتينيز على موقع قاعدة بيانات كرة القدم.إي يو (الإنجليزية)
- أليكس مارتينيز على موقع ناشيونال فوتبول تيمز (الإنجليزية)
- أليكس مارتينيز على موقع عالم كرة القدم.نت (الإنجليزية)
- أليكس مارتينيز على موقع أوليمبيديا (الإنجليزية)